# آندرلو
شهر آندرلو (به فرانسوی: Anderlues) در شهرستان توئن  در استان انو  در منطقه فدرال والوون در کشور بلژیک واقع شده‌است.